# Nicodemo Gentile
Nicodemo Gentile (ur. 24 czerwca 1969 w Cirò) – włoski adwokat i osobowość telewizyjna, od 2020 prezes Stowarzyszenia Penelope.

## Życiorys
Został adwokatem kancelarii prawnej Perugia. Angażował się w sprawy z udziałem ofiar morderstw i zaginionych osób. Wielokrotnie występował w wielu programach telewizyjnych, w których to wypowiadał się o rodzinach zaginionych osób. Ekspert w dziedzinie prawa imigracyjnego. 

## Publikacje
- Laggiù tra il ferro – Storie di vita, storie di reclusi, Edizioni Imprimatur, 2017
- Nella terra del niente. Storie di scomparse, storie di famiglie, Edizioni Faust, 2018, ISBN 8898147805.
- Il padrone. Storia di una manipolazione, storia di una tragedia, Edizioni Faust, 2019.
- Nulla è come appare. Storie di delitti, storie di accertamenti tecnici, Edizioni Faust, 2021, ISBN 979-1280029089.